# Oborona Sevastopolja
Oborona Sevastopolja (Russisch: Оборона Севастополя, De verdediging van Sebastopol) is een film uit 1911 van regisseur Vasili Gontsjarov en Alexandr Chanzjonkov. De film werd grotendeels in de Krim opgenomen, waarbij gebruik werd gemaakt van daar gelegerde troepen en marineschepen. Ook kreeg men hulp van het lokale museum van Sebastopol.
De film vertelt over het beleg van de stad Sebastopol tijdens de Krimoorlog.

## Rolverdeling
| Acteur           | Personage |
| ---------------- | --------- |
| Andrej Gromov    | Nachimov  |
| Ivan Mozzjoechin | Kornilov  |
| Arseni Bibikov   | Totleben  |